# Mahō Shōjo Site
Mahō Shōjo Site (魔法少女サイト, Mahō Shōjo Saito, lit.: "Site de Garotas Mágicas") ou Garota Mágica .Com é um manga shōnen de terror e garotas mágicas escrito e ilustrado por Kentarō Satō. Foi adaptado para anime a 6 de abril de 2018 pelo estúdio production doA.

## Enredo
Aya Asagiri é uma estudante do ensino médio que tem problemas na escola e em casa. Na escola, Aya é vitima de bullying por outras três estudantes, e em casa, ela é abusada fisicamente pelo irmão mais velho. Um dia, depois de ter sido espancada pelo irmão, o computador liga repentinamente e aparece um site, chamado Magical Girl Site, no qual surge uma cara assustadora, a qual anuncia que Aya irá receber magia. No entanto, Aya desliga o ecrã antes que a cara pudesse acabar de falar. Mais tarde, na escola, ela encontra uma pistola que aparenta ser um brinquedo pela estranha forma que apresenta, e decide guardar em sua mala. Depois, enquanto ela está sendo humilhada pelas bullies, uma das três chama um outro estudante, chamado Shota, que tem a intenção de abusar sexualmente de Aya. Ela corre e consegue se esconder. No entanto ela é pega por uma das bullies e por Shota. Assustada e desesperada, Aya pega na pistola e atira nos dois que desaparecem imediatamente. Estes foram na verdade tele-transportados para uma linha ferroviária no momento em que estava a passar um trem/comboio, que os mata instantaneamente. Aya vê os corpos dos dois, juntamente com as outras duas bullies e várias outras pessoas. Enquanto olha, assustada para os corpos, Aya começa a sangrar pelos olhos e cabelo. No dia seguinte, uma das duas bullies, Sarina Shizukume ameaça fazer um corte na boca de Aya com um estilete, mas, no momento em que Sarina ia cortar a boca de Aya, o tempo congela e aparece uma outra colega de Aya chamada Tsuyuno Yatsumura, que revela ser uma garota mágica, assim como Aya. A partir daí, Aya Asagiri e Tsuyuno Yatsumura vão aprendendo mais sobre as garotas mágicas e o misterioso site.

## Personagens
Aya Asagiri (朝霧 彩 Asagiri Aya)
Aya é a protagonista da história, tem quatorze anos e está no ensino médio. É uma garota deprimida, tímida e solitária, vitima de bullying na escola e de abusos físicos em casa.
Depois que conhece Tsuyuno Yatsumura, Aya se torna uma garota mais feliz e optimista que tenta manter uma relação de amizade com todas as garotas mágicas.
Sua arma é uma pistola com um cano em forma de coração, que tem o poder de teletransportar. Quando o usa, Aya sangra pelos olhos e cabelo.
Tsuyuno Yatsumura (奴村 露乃 Yatsumura Tsuyuno)
Tsuyuno Yatsumura é uma colega de Aya Asagiri, que se revela garota mágica depois de a salvar de Sarina Shizukume no banheiro da escola. Tsuyuno teve um passado trágico, tendo a sua família morta por um bandido enquanto era uma criança, mas o bandido deixou Tsuyuno viver. Ela decidiu vingar-se e manteve o bandido prisioneiro em casa, sendo torturado.
Tsuyuno é uma garota solitária e séria, a sua arma é uma espécie de celular/telemóvel que pode congelar tudo, excepto quem tiver o nome no celular.
Rina Shioi (潮井 梨ナ Shioi Rina)
Rina é uma garota de treze anos, que era a antiga amiga de Tsuyuno, mas tornou-se a Magical Hunter, uma garota mágica que caça outras garotas mágicas.
Rina reaparece com outro visual, e com montes de armas de antigas garotas mágicas mortas por ela.
Um dia, enquanto Aya voltava para casa, Rina aparece e apresenta-se como Magical Hunter. Tsuyuno aparece e congela o tempo, no entanto, Rina tinha uma arma capaz de criar um campo de força, o qual prende Rina e Aya. Rina começa a atacar Aya, mas esta utiliza sua arma e a teletransporta para outro lugar.
Depois de presa, Rina conta algumas informações, mas começa a sangrar por ter abusado da utilização das armas e entra em coma.
É mais tarde acordada por outra garota mágica e decide ajudar.
Nijimi Anazawa (穴沢 虹海 Anazawa Nijimi)
Nijimi, apelidada de Nijimin é uma famosa ídolo de um grupo chamado Inu Asobi. Ela odeia Rina e a deseja morta, pelo facto de ela ter matado sua amiga Mikado, que também era uma garota mágica.
Sua arma é uma calcinha que tem o poder de fazer com que as pessoas façam tudo o que o dono da arma disser.
Nijimi esconde os efeitos do uso de sua arma, colorindo seus cabelos, usando lentes de contacto e usando maquilhagem em seu pulso.
Kosame Amagai (雨谷 小雨 Amagai Kosame)
Uma garota mágica de outro site. Ela salvou Rina do coma através da sua arma, que é um estilete que, ao cortar o possuidor da arma, é capaz de transformar seu sangue em cura para outras pessoas, se estas o beberem.
Kosame é uma garota calma e com uma aparência cansada.
Sarina Shizukume (雫芽 さりな Shizukume Sarina)
Sarina é uma das colegas de Aya. Ela é responsável por praticar bullying com Aya, já que ela junto com mais duas amigas, humilham e magoam-a.
É ferida por Tsuyuno no banheiro escolar, quando esta tenta atacar Aya, ficando com um corte no pescoço.
No hospital, ela acaba conhecendo a dona do site, que está no quarto onde Rina está em coma. Sarina acaba por ser a nova Magical Hunter e deseja vingar-se de Aya e Tsuyuno pela morte da sua melhor amiga e a cicatriz no pescoço.
A arma que possui é um ioiô que pode cortar qualquer coisa, e quando o utiliza, sangra pelos ouvidos.
Kaname Asagiri (朝霧 要 Asagiri Kaname)
Kaname é o irmão mais velho de Aya, que bate-lhe como forma de aliviar-se do stress que o pai causa-lhe pelas altas expectativas que tem.
Conhece Nijimi, que o permite saber mais sobre as garotas mágicas. Ele consegue ganhar a confiança de Nijimi, roubando sua arma e a utilizando.
Kiyoharu Suirenji (水蓮寺 清春 Suirenji Kiyoharu)
Kiyoharu é uma garota trans, que assim como Kosame, é de outro site.
Ela tem como arma um anel que dá-lhe o poder de telepatia. Quando utilizado, ela sangra pelos cabelos, e o sangue desce pela testa.
Asahi Takiguchi (滝口 あさひ Takiguchi Asahi)
Uma garota atlética e popular que tem um colar como arma, dando-lhe velocidade e força sobre-humanas.
É uma garota mágica do outro site assim como Kiyoharu e Kosame.
Mikari Izumigamine (泉ヶ峰 みかり Izumigamine Mikari)
Uma garota rica, que teve seus pais assassinados por um psicopata. Ela costuma abusar de seu empregado Yamai por diversão.
A arma dela é uma vassoura capaz de voar.
Sayuki Ringa (燐賀 紗雪 Ringa Sayuki)
É filha de um yakuza com conhecimentos de artes marciais e tem uma espada com o poder de endurecer os materiais que cortar.

## Críticas
Com o lançamento do anime, Mahō Shōjo Site fora bastante criticado pelo excesso de violência, como Bullying e violência sexual.

## Ligações Externas
- «Pagina do wikipedia ingles sobre Magical Girl Site»